# Siempre estáis allí
Albums de Barón Rojo
En un lugar de la marcha
(1985) Tierra de nadie
(1987)
Siempre estáis allí est le deuxième album live du groupe de heavy metal espagnol Barón Rojo sorti en 1986 et produit par Barón Rojo. Il a été enregistré au Palacio de los Deportes de Madrid en février 1984, lors de deux concerts consecutif publiés en 1984 dans Barón al rojo vivo et en 1986 dans cet album.

## Liste des titres
1. Larga vida al rock and roll (Armando De Castro, Carlos De Castro) - 4:26
2. El malo (Carolina Cortés, José Luis Campuzano) - 6:08
3. El Barón vuela sobre Inglaterra (Armando De Castro, Carlos De Castro, Hermes Calabria, José Luis Campuzano) - 2:46
4. El pobre (Carolina Cortés, José Luis Campuzano) - 4:09
5. Diosa razón (Armando De Castro, Carlos De Castro, José Luis Campuzano) - 5:10
6. Invulnerable (Armando De Castro) - 6:12
7. Se escapa el tiempo (Armando De Castro, Carolina Cortés, José Luis Campuzano) - 4:50
8. ¿Qué puedo hacer? (Carlos De Castro) - 5:04
9. Siempre estas allí (Carlos De Castro, Carolina Cortés, José Luis Campuzano) - 7:26

## Musiciens du groupe
- Armando De Castro : guitares, chœurs, chant sur Invulnerable.
- Carlos De Castro : guitares, chœurs, chant sur Larga vida al rock and roll, Diosa razón et ¿Qué puedo hacer?.
- Jose-Luis "Sherpa" Campuzano : basse, chœurs, chant sur El malo, El pobre, Se escapa el tiempo et Siempre estás allí.
- Hermes Calabria : batterie.